# Pelidnota bleuzeni
Pelidnota bleuzeni är en skalbaggsart som beskrevs av Patrice Bouchard 2003. Pelidnota bleuzeni ingår i släktet Pelidnota och familjen Rutelidae. Inga underarter finns listade i Catalogue of Life.